# Stenares completus
Stenares completus är en insektsart som beskrevs av Banks 1915. Stenares completus ingår i släktet Stenares och familjen myrlejonsländor. Inga underarter finns listade i Catalogue of Life.